# 孤岛惊魂 (游戏)
《孤岛惊魂》是一个2004年3月23日发布的第一人称射击游戏，由德国Crytek工作室开发，育碧软件发行，在微软Windows平台上运行。《孤岛惊魂》发布后4个月内售出730000份，目前在全球已累计售出超过100万份。本游戏改编的真人电影于2008年上映。
在游戏中杰克·卡弗（Jack Carver）是一名前特种部队成员，退役后在南太平洋群岛经营出租快艇的生意。一次他护送一名女记者到一个位于密克罗尼西亚的神秘岛屿，不料途中他们的船被雇佣兵炸毁，女记者失踪，他必须找到她并带她离开这座小岛。
遊戲中地形变化很多。在南太平洋群岛上的景观包括海滩、茂密的热带雨林、高耸入云的峡谷、矿山、沼泽，甚至是火山林。还有许多的建筑物比如简单的海滩小屋和联合军队营地，地下坑道，超现代的研究实验室。其中一些地形是日本二战时期遗留的防御工事和掩体。

## 游戏情节
杰克·卡弗（Jack Carver）退役后来到了南太平洋地区进行租船业务，他被瓦莱丽·康斯坦丁（Valerie Constantine）雇佣，偷偷前往一个在密克罗尼西亚地区未知小岛。在瓦莱丽带着她自己的喷气式滑水车离开后，杰克的船被一个雇佣兵发射火箭弹炸得粉碎。杰克设法逃走但搁浅在离家数千英里外的地方。他的朋友迷失在丛林深处，他现在必须自己找到回家的道路。雇佣军的指挥官，上校理查德·克洛（Richard Crowe）命令他的部下寻找杰克，因为没找到他的尸体。
在一个自称哈兰·多伊尔（Harlan Doyle）的神秘男子的帮助下，杰克在群岛的某处与雇佣军战斗的同时开始寻找瓦莱丽，搜索搁浅的日本航空母舰，破坏雇佣军营地的卫星通信和弹药仓库。
通过接触Trigens（一种转基因灵长类动物）和多伊尔提供的信息，杰克很快发现，岛内的一个部分涉及转基因实验。随着游戏进行，明显的证据表明Trigens变成了难以处理的大问题，它开始冲破安全防线并杀害警卫和工人。此外，该实验不仅限于非人类的灵长类动物，也涉及到人类的变异，为了创建终极战士。
当杰克找到瓦莱丽时，她正被直升飞机送往另一个地区，杰克试图阻止直升机，瓦莱丽趁机逃跑。游到岸边后，她表示她是中央情报局的特工，正在调查克里格尔（Krieger）的业务，瓦莱丽然后建议他们二人分开，以便更好地探索群岛。
经过进一步的探索，杰克必须再次搜索和营救瓦莱丽。这很难因为有更多的Trigens逃脱了，它们中的一些拥有强大的武器。Trigens已经开始反抗在岛上的雇佣兵，造成了混乱，克里格尔不得不叫来他的个人精锐特种部队来控制局势。杰克找到瓦莱丽后不久，杀死了雇佣军的指挥官理查德·克洛。克洛的信息表明克里格尔在岛屿上拥有战术核武器。瓦莱丽进一步透露，多伊尔是中央情报局特工，以实验室技术员的身份渗透到克里格尔研究室。
美国国防部进行了分析之后，杰克和瓦莱丽窃取了克里格尔用来销毁转基因实验罪行的战术核弹。杰克对使用核武器表示不安，不过瓦莱丽向他保证：“这种战术核弹，刚好能够摧毁工厂和基地。在爆炸之前，我们将沿逆风方向离开山脉”。在进入工厂之前，多伊尔警告说爆炸时诱导有机体突变的物质可能污染他们，建议他们在设置核弹之前使用解毒药，在工厂里， 他指导他们从一个有生物危害标志的红色盒子中取出免疫血清并注射。他们这样做了。设置核弹之后瓦莱丽和杰克离开工厂，核弹爆炸，他们失去了意识。
在杰克和瓦莱丽还无意识时，克里格尔劫持了他们。杰克醒来发现与克里格尔和瓦莱丽在一架直升机上， 杰克被一个精英守卫抛下直升机，克里格尔挖苦道：“适者生存，祝你好运！”在地面上，杰克发现一个被抛出的步枪，只有10发子弹。他需要第三次救出瓦莱丽，他的需要像Trigens那样穿越安全防线。在到达一个雇佣兵武器库时，杰克发现他的手臂变绿了，多伊尔表示解毒剂应该能够处理它，但是爆炸可能使空气中充满了突变物质，博士克里格尔开发的血清应该有办法处理。杰克决定直接去找克里格尔进行治疗。
由于雇佣军正与Trigen战斗，杰克从火山斜坡攀登到总部没有多大麻烦，克里格尔显然发现了一种用来阻止火山爆发并利用火山熔岩的流动进行发电的方法。杰克向受伤后变异的克里格尔要求解毒药。克里格尔表示没有时间来准备血清，杰克会在一个小时变成标本，更不用说瓦莱丽。然后多伊尔出现在附近暗示仍有剩余的血清。杰克决定不会在多伊尔没有找到解药之前离开该岛，他带着虚弱的瓦莱丽来到码头，然后，他返回了工厂。
在火山口，克里格尔的熔岩利用系统被损坏，火山爆发在即，杰克在火山爆发前就逃了出来，用防爆门保护自己免受伤害。他和瓦莱丽利用一艘帆船离开了孤岛，火山爆发摧毁了剩下的克里格尔的实验室。杰克用已经找到的解药治疗瓦莱丽。在结尾动画上，瓦莱丽看着一本厚厚的文件夹的文件和两个光盘绑在一起标记着“孤岛惊魂计划”（Project Far Cry）。
在Xbox版《孤岛惊魂：本能》的剧情中，主角杰克拥有兽化能力。

## 多人游戏
多人游戏有共有三种模式。
- 自由搏击 （Free For All）：杀死其他对手以获得积分
- 团队死亡竞赛（Team Death Match）：杀死其他队伍的对手以获得积分
- 袭击（Assault）：一种游戏类型，进攻队伍需要占领三个敌人基地，防御队伍需要在时间结束前击退敌人。完成任务的队伍将获得胜利。

## 游戏技术

### 游戏引擎
Crytek为孤岛惊魂开发了新的游戏引擎“CryENGINE”。该引擎擅长类似于闪点行动的超远视距渲染，但拥有更先进的植被渲染系统。此外，玩家在游戏关卡中不需要暂停来加载附近的地形。对于室内和室外的地形，游戏引擎也可无缝过渡（照明和渲染模式可能稍有不同）。
游戏大量使用像素着色器，例如水面的视觉效果。借助Crytek的PolyBump法线贴图技术，游戏中室内和室外的水平特征细节也有提高。 
在随后发布的1.3补丁中，《孤岛惊魂》引进了HDR(高动态范围)特效。它只能在单显卡上启用，支持Shader Model 3.0和64位技术。
在1.4补丁中，《孤岛惊魂》可以同时实现HDR和反锯齿效果（HDR+AA）。

### 关卡编辑器
游戏引擎内置的沙盘编辑器（Sandbox Editor）可以让玩家很容易的创建大型户外关卡，加载测试自定义的游戏关卡，或看到游戏中特效的任何变化。

## 登場武器
- 沙漠之鷹（.357麥格農）
- Pancor Jackhammer
- HK MP5SD3
- FN P90
- M4
- HK G36
- HK AG36
- XM29 OICW
- M249-E2
- M134 「Minigun」
- AW50F
- M2
- Mk 19